# Jenar Lor
Jenar Lor is een bestuurslaag in het regentschap Purworejo van de provincie Midden-Java, Indonesië. Jenar Lor telt 1525 inwoners (volkstelling 2010).